# Thomas Savery
Thomas Savery (1650 Shilstone, un manoir près de Modbury, Devon – 1715) est un mécanicien anglais, inventeur de différents procédés industriels lors de la révolution financière britannique, puis constructeur de machines à vapeur.

## Carrière
Savery est un ingénieur militaire promu au rang de capitaine en 1702. Il réalise ses premières machines sur son temps libre : dès 1696, il a fait breveter une machine à polir des lentilles et des pierres, ainsi qu'un démultiplicateur de force pour les rames des navires (rowing of ships with greater ease and expedition than hitherto been done by any other), composé d'une roue à aubes entraînée par un cabestan. Mais sur la base d'un rapport défavorable du commissaire général à la Marine Edmund Dummer, ce dernier brevet a été repoussé par l'Amirauté. Malgré ce refus, il y consacre un livre : Navigation Improved (1698), tandis qu'il traduit en anglais l'ouvrage Treatise on Fortifications du baron van Coehoorn (1641-1704), un Hollandais.
Savery travaille aussi pour la Commission des invalides de guerre de la Royal Navy, chargé de l'approvisionnement en medicaments de la Navy Stock Company, filiale de la Society of Apothecaries : c'est sans doute dans le cadre de ces activités qu'en mission à Dartmouth, il fait connaissance avec Thomas Newcomen.
En 1698, Thomas Savery dépose un brevet sur une pompe destinée à l'exploitation minière, fonctionnant à la vapeur, directement inspirée des travaux d'Edward Somerset : il s'agit de la première machine à vapeur qui ait réellement fonctionné.

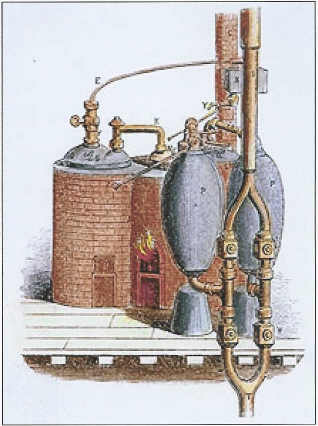
La pompe de Savery.

Le principe en est simple et basé sur un récipient à deux soupapes. La vapeur chasse l’eau de ce récipient vers le haut, puis le vide créé par la condensation permet d’aspirer l’eau qui vient du bas. Il s’agit donc d’une machine sans piston, destinée à un seul usage : l’exhaure de l’eau des mines.
En 1702, il fait passer dans la presse une publicité avec un croquis simplifié de sa machine afin de la faire connaître auprès des exploitants de mines, qui peuvent s'adresser à lui dans son atelier de Salisbury Court à Londres, une méthode qu'il avait déjà employé pour d'autres inventions.
C’est probablement après avoir vu cette machine que Denis Papin, en 1707, avait repris ses idées et réintroduit le piston.
Cette machine servit à pomper dans les mines de Cornouailles. Bien que simpliste et gourmande en charbon, elle sauva de nombreuses mines de la ruine et ouvrit la voie à Denis Papin et surtout à Thomas Newcomen vers un machinisme encore plus performant.